# Troporiz e Lapela
Troporiz e Lapela (llamada oficialmente União das Freguesias de Troporiz e Lapela) es una freguesia portuguesa del municipio de Monção, distrito de Viana do Castelo.

## Historia
Fue creada el 28 de enero de 2013 en aplicación de una resolución de la Asamblea de la República de Portugal promulgada el 16 de enero de 2013 con la unión de las freguesias de Lapela y Troporiz, pasando su sede a estar situada en la antigua freguesia de Troporiz.

## Demografía
| Gráfica de evolución demográfica de Troporiz e Lapela entre 2011 y 2021 |
|                                                                         |
| Datos según el nomenclátor publicado por el INE portugués.              |